# Parque de béisbol de Geelong
El Parque de béisbol de Geelong (en inglés:Geelong Baseball Park ) es el campo del Club de Béisbol de Geelong (Victoria, Australia), durante el verano, y del Allstars Baseball Club, durante la temporada de invierno. En total, el Centro de béisbol Geelong tiene cuatro campos de juego, siendo su diamante principal uno de los pocos estadios de béisbol con estándares internacionales de Australia. Entre otras características, tiene una iluminación según la normativa internacional, e infraestructura asociada en forma de caja de comentarios elevada, miradores en los jardines, túneles para el bullpen, zonas para reuniones y comedores y una instalación de entrenamiento cubierta. El estadio principal está vigilado y hay un amplio espacio de aparcamiento.
Fue construido en 2002 para coincidir con los World Masters Games y fue sede de béisbol con éxito. También ha sido sede de los Victorian Masters Games, de partidos amistosos internacionales, de los juegos Claxton Shield 2009, de los World Masters Games 2009, del Campeonato Provincial de Australia de 2010, de los Campeonatos Nacionales Juveniles U16/U18 de 2012 y 2013, y del Campeonato Nacional Juvenil U16/U18 2020.
El complejo ha sido utilizado como campo de entrenamiento de pretemporada por los Chiba Lotte Marines, un equipo japonés de béisbol, y por los Osos Doosan, un equipo de béisbol surcoreano.